# Villa royale de Berchtesgaden

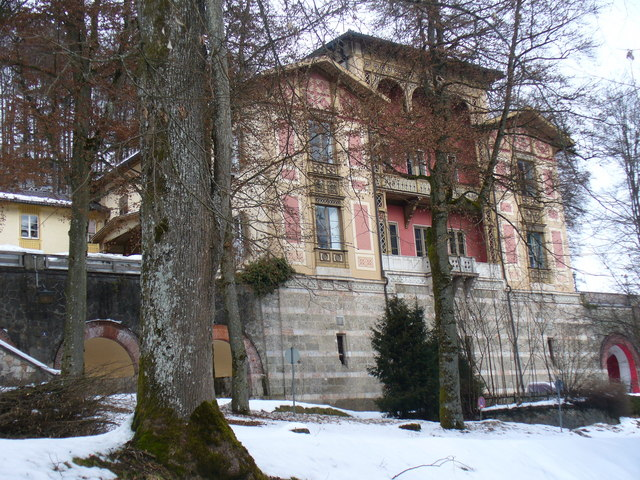
La villa royale vue du Luitpoldpark

La villa royale (appelée aussi : la villa Max) à Berchtesgaden est commandée par le roi de Bavière Maximilien II à l'architecte Ludwig Lange. Elle est terminée en 1853. Ce bâtiment classé se situe à l'ouest du centre commercial entre la Kälbersteinstraße et le Luitpoldpark.
Maximilien II passait, comme ses ancêtres et descendants, de nombreux étés au Château royal de Berchtesgaden. Il fait construire la villa royale pour ses deux fils Othon et le futur roi Louis II. Les enfants y passent plusieurs étés de 1853 à 1863. Dès 1857, Louis a une aversion pour la villa royale. Après la mort de son père et son accession au trône (1864), il ne s'y rend plus qu à de rares occasions.
Le prince régent Louis l'occupe jusqu'en 1918. À partir de 1922, elle est administrée par le Wittelsbacher Ausgleichsfonds (Fonds d'indemnisation des Wittelsbach) et vendu en 1975 à un particulier. Mais, déjà au début des années 1920, une partie du bâtiment est transformée en appartements, le reste est, jusqu'après la Seconde Guerre mondiale comme «établissement supérieur d'enseignement», un espace d'exposition d'artistes locaux, et deux cafés, le Café Bubestinger et le Kur-Café Königliche Villa.
Après la guerre, la villa est utilisée comme un centre de jeunesse, un café et un marché de gros. Vers la mi-1980, elle est finalement divisée en environ 30 logements en copropriété. Depuis lors, seul le grand escalier et ses peintures, ainsi que quelques chambres sont dans leur état d'origine.